# Cryphia lichenea
Cryphia lichenea là một loài bướm đêm trong họ Noctuidae.